# Flo Hyman
Flora Jean Hyman (Los Angeles, 31 de julho de 1954 — Matsue, 24 de janeiro de 1986) foi uma jogadora de voleibol dos Estados Unidos que competiu nos Jogos Olímpicos de 1984.
Em 1984, ela fez parte da equipe americana que conquistou a medalha de prata no torneio olímpico, no qual atuou em cinco partidas.